# Ретезат (национален парк)
Национален парк „Ретезат“ (на румънски: Parcul Naţional Retezat) е биосферен резерват, намиращ се в Ретезатските планини в окръг Хунедоара, Румъния.
Със своите над 60 върха, с надморска височина над 2300 m, и над 100 кристално чисти и дълбоки ледникови езера, Ретезатските планини са една от най-красивите части на Карпатите.
Днес паркът има площ от 381 км2. Той включва една от последните незасегнати от човешката дейност древни гори и най-голямата девствена смесена гора на континента. Най-високият връх в планините, Пеляга, висок 2509 м, се намира в границите на парка. В обсега му се намират над 80 ледникови езера.
Растителният свят се състои от над 1190 вида, 130 от които са световно „застрашени“ или „уязвими“. Животинският свят включва вълк, кафява мечка, дива свиня, рис, европейска дива котка, дива коза, сърна, благороден елен и по-малки хищници като язовец и видра.
Научен резерват „Джеменеле“ е добре защитена местност в парка, в която се намира незасегната девствена гора.
През 1979 г. Ретезат е обявен за биосферен резерват.